# Anatis
|  | Per a altres significats, vegeu «Anatis (gènere)». |

Anatis fou una deïtat asiàtica el nom de la qual apareix sota diverses variacions (Anaea, Aneitis, Tanais, Nanaea i altres). Era adorada a Armènia, Capadòcia, Assíria i Persis, entre altres llocs.